# قنوات هافرس
القنوات الفهيدية أو قنوات هافرس (بالإنجليزية: Haversian Canals)‏ قنوات متناهية في الصغر تتخلل أنسجة العظام المتراصة، أي الطبقات الصلبة الخارجية للعظام. وتحتوي كل قناة على أوعية دموية وأوعية اللمف (سائل الأنسجة) وأنسجة ضامَةً وأعصاب. وتحمل الأوعية الدموية التغذية الواردة من الأوعية الأكبر في السمحاق (غشاء يغلف العظام) إلى نسيج العظام. وتحيط طبقات من أنسجة العظام بكل قناة لتكوِّن ما يشبه الأسطوانة. ويطلق على القناة ونسيجها العظمي اسم وحدة عظمية أو النظام الهافرسي (مجموعة النخاع). وهذه الوحدات هي البنية الرئيسية التي تشكل العظام المُتراصة.

## معرض الصور
2. قناة هافرس

2. قناة هافرس

3. صفاحة (lamella)